# Patiriella
Patiriella is een geslacht van zeesterren uit de familie Asterinidae.

## Soorten
- Patiriella inornata Livingstone, 1933
- Patiriella oliveri (Benham, 1911)
- Patiriella paradoxa Campbell & Rowe, 1997
- Patiriella regularis (Verrill, 1867)